# Supercupa României 2025
Supercupa României 2025 a fost cea de-a 27-a ediție a Supercupei României, un meci anual de fotbal disputat între câștigătoarele precedentelor sezoane ale SuperLigii României și Cupei României. Campioana Superligii 2024-2025, FCSB, și câștigătoarea Cupei României 2024-2025, CFR Cluj, au fost participantele. Meciul s-a desfășurat pe 5 iulie 2025, pe Stadionul Steaua.

## Context
FCSB s-a calificat pentru Supercupa României 2025 în calitate de câștigătoare a SuperLigii 2024-2025. Pentru FCSB va reprezenta a 14-a participare în Supercupă, reușind să câștige anterior șapte și să piardă în alte șase ediții. CFR Cluj și-a obținut locul în Supercupă datorită cuceririi Cupei României 2024-2025, după ce a învins-o pe Hermannstadt cu 3-2 în finală. Pentru CFR Cluj, aceasta va fi a zecea participare în Supercupă, reușind să o câștige anterior în patru ocazii și să o piardă în alte cinci. De asemenea, între cele două echipe va fi a doua confruntare din Supercupă, după ce în 2020 CFR Cluj s-a impus la loviturile de departajare.

## Meciul
| FCSB                        | 2–1 | CFR Cluj |
| --------------------------- | --- | -------- |
| Politic 48' Radunovic 90+1' |     | 65' Fica |

| Regulile meciului - 90 de minute. - Lovituri de departajare dacă scorul este la egalitate. - Nouă înlocuitori numiți. - Maximum de 5 schimbări. |